# Anna Krzymańska
Anna Krzymańska (ur. 1932 w Poznaniu, zm. 3 października 2021 tamże) – polska rzeźbiarka, medalierka, ceramiczka i twórczyni pomników oraz rzeźb plenerowych.

## Życiorys
Dyplom uzyskała na Państwowej Wyższej Szkole Sztuk Plastycznych w Poznaniu w 1956 (pracownia Bazylego Wojtowicza).
Pochowana została 11 października 2021 na cmentarzu junikowskim.

## Wystawy
Wzięła udział w ponad dwustu wystawach, m.in.:
- Poznań – 1959, 1962, 1973 (indywidualne),
- Sztokholm – 1974 (indywidualna),
- Ogólnopolska Wystawa Rzeźby w Warszawie – 1961, 1967, 1970,
- Międzynarodowa Wystawa Rzeźby i Ceramiki w Pradze -1962,
- Haga – 1963,
- Internazionale Biennale d’Arte Figurativa (Włochy) – 1963, 1964,

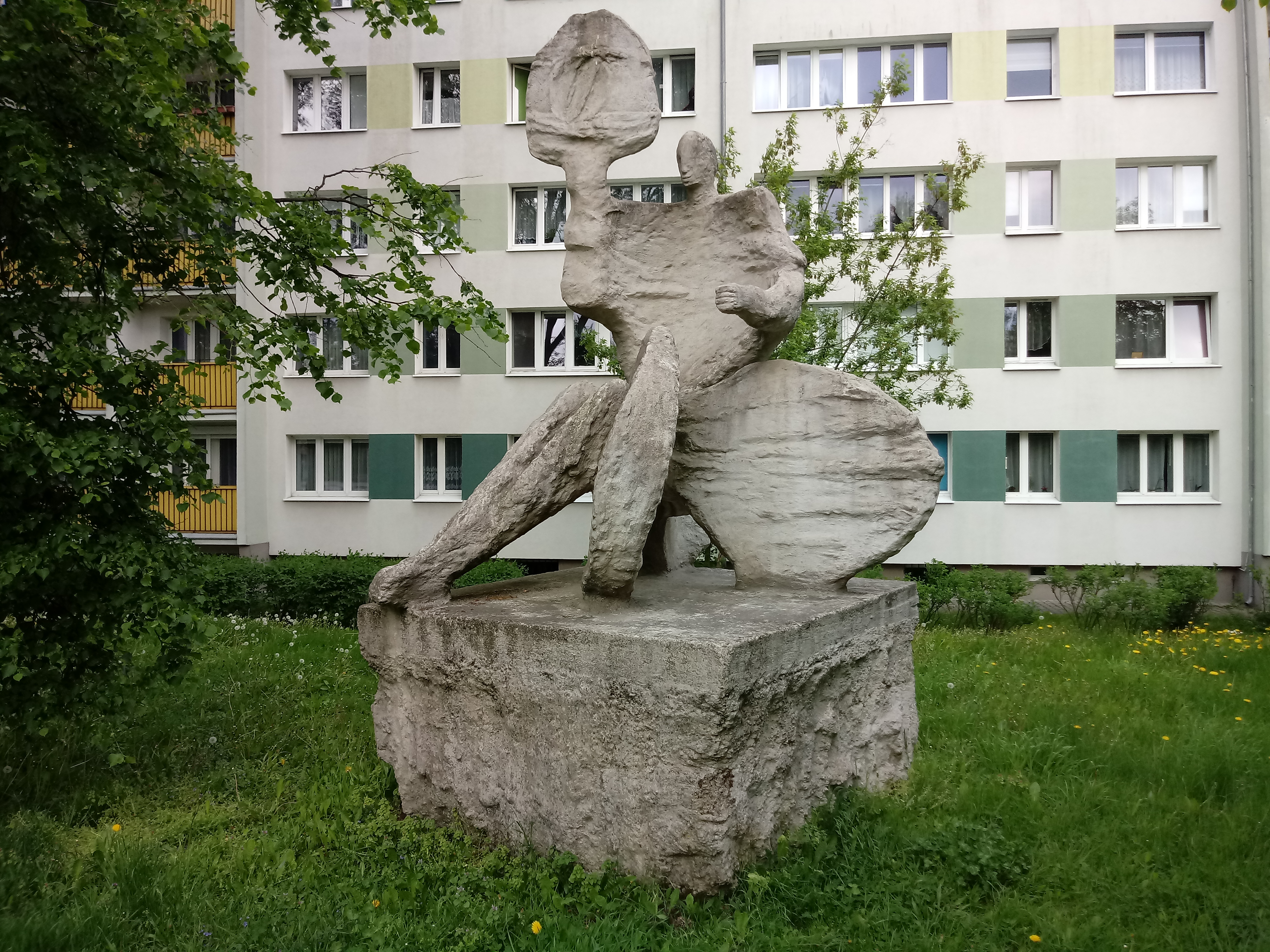
rzeźba plenerowa „W przestrzeni” w Poznaniu

- Bronzetto Padwa – 1967, 1973,
- FIDEM Helsinki – 1973.

## Nagrody
- I nagroda w konkursie na rzeźbę plenerową w Poznaniu (rzeźba Paw),
- wyróżnienie w ogólnopolskim konkursie na pomnik Juliusza Słowackiego w Warszawie (w zespole, niezrealizowany),
- srebrny medal na Internazionale Biennale d’Arte Figurativa (1964),
- złoty medal na Mostra Internazionale delle Piccole Opera d’Arte (Włochy) – 1969,
- Biennale Dantesca, Rawenna (1977),
- Grand Prix Biennale Małych Form Rzeźbiarskich w Poznaniu (1991)[4],
- Nagroda Artystyczna Miasta Poznania.

## Dzieła
- rzeźba Paw w Poznaniu (1962),
- pomnik Marcina Kasprzaka w Czołowie (wcześniej w Poznaniu), 1963 (z Ryszardem Skupinem),
- pomnik Karola Świerczewskiego w Poznaniu, 1975 (z Ryszardem Skupinem, zburzony w 2009),
- Pomnik Braterstwa Broni w Zielonej Górze (1965),
- prace w Muzeum Narodowym w Poznaniu, Muzeum Sztuki Medalierskiej we Wrocławiu oraz w innych placówkach i zbiorach prywatnych w Polsce i poza jej granicami,
- rzeźba plenerowa „W przestrzeni” w Poznaniu[5].